# Aedes seatoi
Aedes seatoi är en tvåvingeart som beskrevs av Huang 1969. Aedes seatoi ingår i släktet Aedes och familjen stickmyggor.
Artens utbredningsområde är Thailand. Inga underarter finns listade i Catalogue of Life.